# Old Crow Flats
Old Crow Flats (Van Tat på gwichʼin-språket) är ett 6 170km2 stort våtmarkskomplex i norra Yukon, Kanada längs Old Crow River. Den ligger norr om polcirkeln och söder om Beauforthavet och är nästan omgiven av berg. 

## Geografisk beskrivning
Old Crow Flats är en slätt i Kanada som tidigare varit sjöbotten   Den ligger i territoriet Yukon, i den nordvästra delen av landet. Genom området rinner meandrande floder och området har många sjöar bildade som dödisgropar. Omgivningarna runt Old Crow Flats är i huvudsak ett öppet busklandskap. Trakten runt Old Crow Flats är mycket glest befolkad, med mindre än två invånare per kvadratkilometer. Trakten ingår i den boreala klimatzonen. Årsmedeltemperaturen i trakten är −9 °C. Den varmaste månaden är juli, då medeltemperaturen är 14 °C, och den kallaste är mars, med −28 °C.
Området är skyddat av Yukon Wildlife Ordinance och Migratory Birds Convention Act. Den är en del av det internationella biologiska programmets inventerade lokaler och utsågs till en våtmark av internationell betydelse via Ramsarkonventionen den 24 maj 1982. Våtmarkerna är ett viktigt häckningsområde för vattenlevande däggdjur och pilgrimsfalkar, används för sommarruggning av sjöfåglar och är en höstrastplats för olika fågelarter.  Av dessa skäl anses det vara ett viktigt fågelområde.Enligt Vuntut Gwitchins slutliga avtal är den södra delen av Old Crow Flats cirka 7 785km2 klassificerad som ett särskilt förvaltningsområde av Yukons regering. Den norra delen är nu en del av Vuntut nationalpark. Old Crow Flats innehåller mer än 2 000 småsjöar och kärr.

## Arkeologi
De arkeologiska boplatserna i området var några av de tidigaste mänskliga bosättningarna i Nordamerika.  Mer än 20 000 fossil har samlats in i området, inklusive några som aldrig tidigare rapporterats i Nordamerika. Bluefish Caves, ett annat viktigt område med tidig mänsklig närvaro, ligger cirka 75 km sydväst om Old Crow Flats. Mammutben som daterats till mellan 25 000 och 40 000 år visar tecken på mänsklig verktygstillverk.
Flera floder i norra Yukon, inklusive Old Crow River och Porcupine River, ändrade sitt lopp relativt nyligen och skar sedan igenom de fossilförande avlagringarna. Som ett resultat av detta eroderades miljontals fossiler från klipporna och deponerades sedan åter i nya flodbankar. Många djur finns representerade i fossiler som hittats i Old Crow Flats, bland annat mammutar, mastodonter, jättebävrar, sengångare, kameler, hästar, jättebisonoxar (Bison priscus gigas eller Bison latifrons) kortnosade björnar (Arctodus), amerikanska lejon (Panthera atrox) och kortnosade skunkar (Brachyprotoma obtusata).